# Stadionul Ibrox
Stadionul Ibrox este un stadion de fotbal din districtul Ibrox al orașului Glasgow. Aici joacă meciurile de acasă Rangers FC.

## Istoric
Deschis ca Ibrox Park în 1899, Ibrox este unul dintre cele mai vechi stadioane din Europa și în acest moment al zecelea ca mărime din Regatul Unit. Este de asemenea locul unde s-au produs două mari dezastre și unul dintre primele stadioane cu locuri pe scaune din Marea Britanie.
La meciul Glasgow-Celtic din ianuarie 1939 au fost prezenți 118.567 de oameni, acest meci rămânând un record în Marea Britanie, fiind meciul cu cei mai mulți spectatori la un meci de campionat.

## Structura
Terenul Stadionului Ibrox este înconjurat de patru tribune acoperite, toate cu locuri doar pe scaune, care sunt oficial cunoscute sub denumirile: tribuna Bill Struth Main (sud), Broomloan (vest), Govan (nord) și Copland Road (est). Fiecare tribună este în două nivele, cu excepția Bill Struth Main Stand, care are trei nivele începând cu 1991.

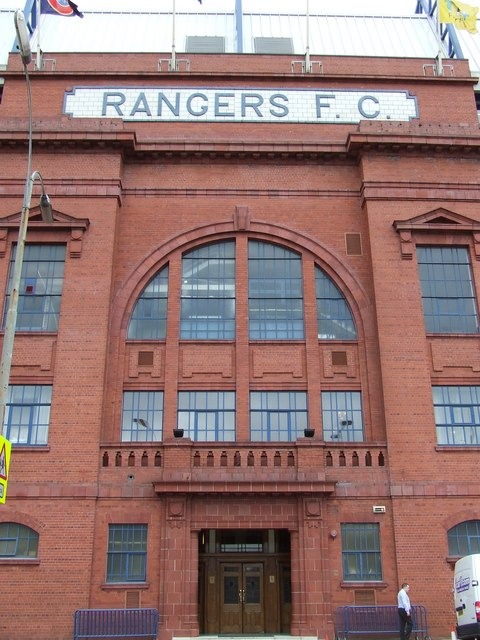
Fațada tribunei Bill Struth Main Stand

Planul-schemă al Stadionului Ibrox